# جسی ونتورا
جیمز جرج جانوس (به انگلیسی: James George Janos) معروف به جسی ونتورا (به انگلیسی: Jesse Ventura) متولد ۱۹۵۱ مینیاپولیس، فرماندار سابق (۱۹۹۹-۲۰۰۳) مینه‌سوتا است.
او در یگان فوق ویژه نیروی دریایی ایالات متحده آمریکا عضویت داشته و مدتی نیز کشتی‌گیر بود..
او هم‌اکنون مجری برنامه تئوری توطئه با جسی ونتورا در شبکه کابلی TruTV آمریکا است.
او در هالیوود نیز در فیلمهایی نیز ایفای نقش نموده. مشهورترین نقش او در فیلم Predator بود که خطاب به همرزمان آرنولد شوارزنگر گفت:
وقت مجروح شدن ندارم
او همچنین در فیلم کمانه و جو یه کسی بازی کرده‌است.